# Rally de Galicia Histórico
El Rally de Galicia Histórico es una prueba de rally de históricos que se disputa anualmente en la localidad de Mellid, Galicia (España) desde el año 2009 y organizada por la Escudería Melide MotorSport. Es puntuable para el Campeonato de España de Rally Históricos tanto en la modalidad de velocidad como de regularidad.
En 2013, el rally se suspendió debido a la falta de apoyo financiero.

## Palmarés
| Año  | Edición             | Piloto         | Copiloto        | Vehículo                  | Series |
| ---- | ------------------- | -------------- | --------------- | ------------------------- | ------ |
| 2009 | 1º Rally de Galicia | Jesús Ferreiro | Roberto Lorenzo | Ford Escort MKI           | ESP    |
| 2010 | 2º Rally de Galicia | Jesús Ferreiro | Martín Segade   | Ford Escort RS 2000 MKI   | ESP    |
| 2011 | 3º Rally de Galicia | Jesús Ferreiro | Martín Segade   | Porsche Carrera RS 3.0    | ESP    |
| 2012 | 4º Rally de Galicia | Jesús Ferreiro | Javier Anido    | Porsche Carrera RS 3.0    | ESP    |
| 2012 | 4º Rally de Galicia | G. Gorroño     | M. Oleaga       | Ford Escort RS 2000 MK II | ESP    |
| 2013 | Suspendido          | Suspendido     | Suspendido      | Suspendido                | ESP    |